# Registre national des lieux historiques dans le comté de Kings (Californie)

Localisation du comté de Kings en Californie

Ceci est la liste des lieux historiques inscrits sur le registre national dans le comté de Kings en Californie.
C'est censé être une liste exhaustive des propriétés et des districts des  lieux historiques du registre national dans le comté de Kings, en Californie. Les coordonnées de latitude et longitude sont fournies pour la plupart des propriétés et les districts du registre national ; ces localisations peuvent être aperçues sur Google Map.
Il y a 4 propriétés et districts répertoriés sur le registre national dans le comté.

## Liste actuelle
| Position | ID       | Type | Nom                           | Localisation       | Ville          | Date d'inscription | Image | Coordonnées                          | Description |
| -------- | -------- | ---- | ----------------------------- | ------------------ | -------------- | ------------------ | ----- | ------------------------------------ | ----------- |
| 1        | 81000152 | NRHP | Hanford Carnegie Library (en) | 109 E. 8th St.     | Hanford        | 17 décembre 1981   |       | 36° 19′ 39″ nord, 119° 38′ 39″ ouest |             |
| 2        | 78003063 | NRHP | Kings County Courthouse (en)  | 114 W. 8th St.     | Hanford        | 21 septembre 1978  |       | 36° 19′ 40″ nord, 119° 38′ 45″ ouest |             |
| 3        | 72000226 | NRHP | Temple taoïste (en)           | No. 12 China Alley | Hanford        | 13 juin 1972       |       | 36° 19′ 41″ nord, 119° 38′ 16″ ouest |             |
| 4        | 71000141 | NRHP | Witt Site (en)                | Adresse restreinte | Kettleman City | 6 mai 1971         |       |                                      |             |